# Billie Bird
Billie Bird (* 28. Februar 1908 in Pocatello, Idaho; † 27. November 2002 in Granada Hills, Los Angeles; geborene Bernice Bird Stowell) war eine US-amerikanische Schauspielerin und Komikerin.

## Leben
Ihre erste Rolle verzeichnete Bird mit dem Kurzstummfilm Grass Widowers 1921. Erst 1950 folgte mit Todfeindschaft ein zweiter Film. In den folgenden Jahren besetzte sie Haupt- und Nebenrollen in diversen US-amerikanischen Filmproduktionen. Neben Dramen wirkte sie recht häufig in Komödien mit, was daraus resultiert, da sie auch als Bühnenkomikerin arbeitete. Ab den 70er und 80er Jahren war sie vermehrt in wiederkehrenden Rollen in Fernsehserien zu sehen. Als einzige Schauspielerin verkörperte sie in der Police Academy-Reihe zwei unterschiedliche Charaktere: Mrs. Lois Feldman in Police Academy 4 – Und jetzt geht’s rund und Mrs. Stanwyck in Police Academy 6 – Widerstand zwecklos.
Sie verstarb am 27. November 2002 in Granada Hills in Los Angeles im Alter von 94 Jahren. In den letzten Lebensjahren litt sie an der Krankheit Alzheimer.
Bird war bis zu seinem Tod 1966 mit Edwin Percival Sellen verheiratet, mit dem sie drei Kinder hatte. 

## Filmografie

### Filme
- 1921: Grass Widowers (Kurzfilm)
- 1950: Todfeindschaft (Dallas)
- 1951: SOS – Zwei Schwiegermütter (The Mating Season)
- 1951: The Lemon Drop Kid
- 1951: Darling, How Could You!
- 1951: Rhubarb
- 1951: Journey Into Light
- 1952: Anything Can Happen
- 1952: Just Across the Street
- 1952: My Man and I
- 1952: Somebody Loves Me
- 1952: My Wife’s Best Friend
- 1953: Half a Hero
- 1954: Die Welt gehört der Frau (Woman’s World)
- 1957: Schicksalsmelodie (The Joker Is Wild)
- 1957: Panama Sal
- 1958: Unwed Mother
- 1959: Born to Be Loved
- 1959: Die Unverstandenen (Blue Denim)
- 1960: Die Sünde lockt (Too Soon to Love)
- 1961: The Cat Burglar
- 1961: Secret of Deep Harbor
- 1966: The Las Vegas Hillbillys
- 1967: Barfuß im Park (Barefoot in the Park)
- 1968: Ein seltsames Paar (The Odd Couple)
- 1970: Getting Straight
- 1972: Jede Stimme zählt (Stand Up and Be Counted)
- 1982: Küss mich, Doc (Young Doctors in Love)
- 1983: Max Dugans Moneten (Max Dugan Returns)
- 1984: Das darf man nur als Erwachsener (Sixteen Candles)
- 1986: One Crazy Summer
- 1986: Ratboy
- 1987: Police Academy 4 – Und jetzt geht’s rund (Police Academy 4: Citizens on Patrol)
- 1988: Save the Dog! (Fernsehfilm)
- 1988: Ernst rettet Weihnachten (Ernest Saves Christmas)
- 1989: That’s Adequate
- 1989: Police Academy 6 – Widerstand zwecklos (Police Academy 6: City Under Siege)
- 1990: The End of Innocence
- 1990: Kevin – Allein zu Haus (Home Alone)
- 1993: Dennis
- 1995: Chaos! Schwiegersohn Junior im Gerichtssaal (Jury Duty)

### Fernsehserien
- 1957: Code 3 (eine Folge)
- 1958: Ihr Star: Loretta Young (Letter to Loretta, eine Folge)
- 1958: Dr. Bill Baxter, Arzt in Arizona (Frontier Doctor, eine Folge)
- 1971: Adam-12 (eine Folge)
- 1971: Der Chef (Ironside, eine Folge)
- 1973: Rauchende Colts (Gunsmoke, eine Folge)
- 1974: Apple’s Way (eine Folge)
- 1976–1977: Die Waltons (The Waltons, zwei Folgen)
- 1977: Eight Is Enough (eine Folge)
- 1982: House Calls (eine Folge)
- 1982–1983: It Takes Two (22 Folgen)
- 1983: Goodnight, Beantown (eine Folge)
- 1983–1984: We Got It Made (zwei Folgen)
- 1984–1986: Benson (28 Folgen)
- 1984: Newhart (eine Folge)
- 1984: Happy Days (eine Folge)
- 1984: Three’s a Crowd (eine Folge)
- 1985: Remington Steele (eine Folge)
- 1986: Disney-Land (eine Folge)
- 1986: Hardcastle & McCormick (Hardcastle and McCormick, eine Folge)
- 1986: Brothers (zwei Folgen)
- 1986: The Facts of Life (eine Folge)
- 1986–1987: Silver Spoons (zwei Folgen)
- 1987: Der Mann vom anderen Stern (Starman, eine Folge)
- 1987: Max Headroom (eine Folge)
- 1987: The Bronx Zoo (zwei Folgen)
- 1987: Cheers (eine Folge)
- 1987: Wer ist hier der Boss? (Who’s the Boss?, eine Folge)
- 1987: The Charmings (eine Folge)
- 1987–1988: CBS Summer Playhouse (zwei Folgen)
- 1988: Hunter (eine Folge)
- 1988: My Sister Sam (eine Folge)
- 1988: Der Werwolf kehrt zurück (Werewolf, eine Folge)
- 1988: Unter der Sonne Kaliforniens (Knots Landing, zwei Folgen)
- 1988–1992: Mein Lieber John (Dear John, 83 Folgen)
- 1992: Murphy Brown (eine Folge)
- 1993: Wunderbare Jahre (The Wonder Years, zwei Folgen)
- 1997: George & Leo (eine Folge)